# 皱叶烟草
皱叶烟草（学名：Nicotiana plumbaginifolia）为茄科炮仔草属下的一个种。该物种的种加词源自与白花丹属（Plumbago），因为二者具有相似的叶子。